# Swinderby
Swinderby est une paroisse civile et un village du Lincolnshire, en Angleterre.